# 煞車優先系統
煞車優先系統（英語：Brake override system，縮寫：BOS），是一種預防汽車發生暴衝的電子煞車裝置。

## 作用方式
當汽車發生不正常加速，且煞車踏板被踩下時，或是油門和煞車踏板同時被踩下，甚至是動力系統發生故障，電腦系統會啟動煞車優先系統，快速降低動力油門反應，縮短剎車距離，提高煞車效率。煞車優先系統可感應裝設於油門和煞車踏板上的感應器，電腦透過感應器上傳來的訊息作出決定，反應到相關裝置，調節氣門位置，或減少輸送到引擎的汽油量，依不同汽車製造商的設計有所不同。

## 發展
2010年初，美國國家公路交通安全管理局（NHTSA）公佈了豐田汽車因煞車設計不良，造成致死和受傷意外的數據，同年上半年，美國總統歐巴馬建議汽車製造商，將汽車加入煞車優先系統，但因非強制性，所以直到2010年上半年結束，仍有許多當年度推出的新車系，未將煞車優先系統列入標準備配。
最早加入煞車優先系統是1980年代末期的BMW 750，這種競速型的汽車，駕駛可用腳尖和腳跟控制踏板。之後奧迪、賓士、福斯等德國車商，在其部分車系中，將煞車優先系統列入配備之一。2001年開始，BMW的汽車皆安裝有煞車優先系統。克萊斯勒也在他們2003年的車型中，加入了此裝置。2010年3月後，現代汽車（Hyundai）的新車系皆加入煞車優先系統，2010年結束前，豐田汽車（Toyota）、Lexus等汽車的新車系，亦會加入此設計。

## 安裝BOS的汽車品牌
根據《汽車購買指南》雜誌2010年5月前所做的調查，目前有煞車優先系統配備的汽車品牌包括：奧迪、BMW（銷美除外）、凱迪拉克、克萊斯勒、積架、賓士、Smart、斯柯達、雙龍、福斯、富豪、日產、福特（銷日系國產車除外）、TOYOTA、LEXUS。其中日產汽車（Nissan）自2002年開始在全車系中加裝此系統，在台灣車市中領先其他國產品牌。